# 14-es villamos (Budapest)
A budapesti 14-es jelzésű villamos a Lehel tér és Káposztásmegyer, Megyeri út között közlekedik. A viszonylatot a Budapesti Közlekedési Zrt. üzemelteti.

## Története
Először 1910-ben – a budapesti villamosvonalak számjelzésének bevezetésekor – indult ezzel a jelzéssel villamosjárat Budapesten az Orczy tér és az Eskü (Március 15.) tér között, a BVVV üzemeltetésében. A Baross utcai 14-es a 24-es villamos betétjárataként közlekedett, majd 1912 januárjában meghosszabbodott, így önálló járat lett: a Duna-part mentén egészen a Margit hídig nyújtották az útvonalát. 1914 végén útvonala módosult és az Eskü tér után nem a Duna-parton haladt, hanem a régi Erzsébet hídon át a budai Döbrentei térig járt. 1918-ban az immáron BEVV üzemeltetésében álló viszonylat útvonalát a fogaskerekű városmajori végállomásáig hosszabbították meg. A villamos a Tanácsköztársaság idején is közlekedett; igaz időnként csak az Orczy tér és az Eskü tér között. 1921-ben már éjszaka is járt. 1923-tól a viszonylat üzemeltetője a BSzKRt lett. 1925 elejétől pótkocsikat is beosztottak a járatra, illetve ugyanekkor budai végállomását az Új Szent János Kórházhoz helyezték át. 1932. december 12-én éjszakai betétjáratot is kapott a 14-es villamos: az Apponyi tér és az Új Szent János Kórház között elindult a 14A. Tíz évvel később, 1942. december 14-én a BSzKRt a 14-es útvonalát a téli menetrendre hivatkozva a Déli pályaudvarig rövidítette. 1943. május 3-ától (a nyári menetrendnek köszönhetően) ismét a kórházig járt. 1944. szeptember 26-án megszüntették.
Az 1950-es évek elején a budapesti trolibuszhálózat építése jelentős tempóban zajlott, emiatt a Fővárosi Villamosvasút (FVV) 1955-ben a 69 feletti viszonylatok átszámozásáról döntött, hogy ne ütközzenek a villamosok és a trolibuszok jelzései. Ennek következtében 1955. október 16-án ismét előkerült a 14-es jelzés a villamosvonalak között: a Marx (Nyugati) tértől a MÁV Landler Jenő (ma: Istvántelki) Főműhelyéig közlekedő 91-es jelzését módosították erre. Húsz évvel később, 1975. szeptember 1-jén megszűnt az istvántelki hurokvágány, emiatt az ekkor már (1968 óta) BKV üzemeltetésében álló 14-es útvonala – az Újpesti lakótelep építési munkálatai miatt – Újpest, Pozsonyi utcáig rövidült, helyette Istvántelken 20Y jelzésű buszjáratot indítottak. 1979–1981 között többször rövidített útvonalon járt vagy egyáltalán nem közlekedett. 1981. április 1-jén az M3-as metróvonal II/B (Marx tér–Élmunkás tér) szakaszának építési munkálatai miatt a 14-es villamos belső végállomása az Élmunkás (ma: Lehel) térre került. (A teret északról határoló Bulcsú utcában ekkor épült a félreállóvágány, ami 1995-ig volt aktív.) Szintén 1981-ben Újpesten a Munkásotthon utcáig kiszélesített Pozsonyi utcán keresztül az István térig hosszabbodott, ahol az 1980-ban megszüntetett 8-as viszonylat Újpesti piac melletti végállomását használta. 1986. december 15-én a káposztásmegyeri lakótelep déli határáig, a Szilas-patakig hosszabbították, majd miután tovább halasztották az 1990-ben Újpestet elérő M3-as metró kiépítését Káposztásmegyerig, a 14-est 1998. július 31-én további 1,9 km-rel hosszabbították meg és ekkor érte el a mai északi végállomását a Megyeri út és a Külső-Szilágyi út találkozásánál. Érdekesség, hogy az M3-as metró utolsó, III/B/1 (Árpád híd–Újpest-központ) szakaszának átadásakor (1990. december 14.) 11-es jelzéssel csúcsidei betétjáratot is kapott Angyalföld kocsiszín és a Szilas-patak között, azonban az 1995. december 22-én végleg megszűnt.
2005. szeptember 24. október 18. között, a Szilágyi utcától elkülönített pálya és a Rákospalota-Újpest vasútállomás előtti megállóhely kiépítése miatt a csekély utasszámra, valamint a sporttelepnél létesítendő új megállóra hivatkozva megszüntették a Szilágyi utca megállót. Így 2006. április 2-ától az Atlétikai stadionnál is megáll.
A 2010-es BKV-sztrájk alatt 14A jelzéssel járt Káposztásmegyer és Angyalföld, forgalmi telep között.
2015 és 2016 februárja között a Görgey Artúr utcai szakaszt felújították, ennek során az összes érintett megállót felújították és akadálymentesítették, a korábbi Corvin utca és Deák Ferenc utca megállókat pedig összevonták, a Kiss Ernő utcánál alakítottak ki új megállót.
Az M3-as metró északi szakaszának felújítása idején – 2017. november 4. és 2019. március 29. között – sűrűbb követési idővel, 14M jelzéssel közlekedett, kisegítve a metrópótló autóbuszokat.
2017. december 21-étől Angyalföld vasútállomásnál is megáll.
2020. október 17-étől a járaton engedélyezett a kerékpárszállítás.

## Járművek
A vonalon 1980. június 16. óta a csehszlovák gyártmányú ČKD Tatra T5C5 villamosok közlekednek: kezdetben 2 kocsis szerelvények (M+M), majd 1985. június 1-jétől 3 kocsisok (M+M+M). 2008. szeptember 6-ától szombaton és munkaszüneti napokon ismét csak két kocsis szerelvényekkel (M+M) indulnak a villamosok. A viszonylatra a kocsikat Angyalföld kocsiszín biztosítja, munkanapokon csúcsidőszakban 17, hétvégén 8-11 szerelvényt forgalomba adva.
A Görgey Artúr utca felújítása alatt a villamosok az Angyalföld kocsiszín által biztosított két kocsis Tatra T5C5K2M típusú szerelvényekkel közlekedtek. A vágányzár feloldását követően ismét három kocsis szerelvények közlekednek, azonban már csak a korszerűsített változatok járnak a vonalon.
2021 szeptemberétől hétvégente és később 2022 februártól már mindennap CAF Urbos 3 típusú, alacsony padlós villamosok is közlekednek a vonalon.

## Jövő
A pesti fonódó villamoshálózat középtávú terveiben szerepel a vonal meghosszabbítása és összekötése a 47-es és 49-es villamosokkal a Nyugati pályaudvarnál.

## Útvonala
| Lehel tér felé |
| Káposztásmegyer, Megyeri út vá. – Külső Szilágyi út – Szilágyi utca – Görgey Artúr út – István út – Pozsonyi utca – aluljáró – Béke utca – Béke tér – Lehel utca – Lehel tér M vá. |
| Káposztásmegyer, Megyeri út felé |
| Lehel tér M vá. – Lehel utca – Béke tér – Béke utca – aluljáró – Pozsonyi utca – István út – Görgey Artúr út – Szilágyi utca – Külső Szilágyi út – Káposztásmegyer, Megyeri út vá. |

## Megállóhelyei
| 0  | Lehel tér M végállomás                 | 33 | 73, 76 15 | Metróállomás, Lehel téri Vásárcsarnok, Szent Margit-templom, Ferdinánd híd                                                              |
| 1  | Dévai utca                             | 31 | | |
| 3  | Lehel utca / Dózsa György út           | 30 | 75, 79 105, 210, 210B | Budapesti Honvéd Sportegyesület, XIII. kerületi Rendőrkapitányság, Ének-zenei és Testnevelési Általános Iskola, NAV Ügyfélszolgálat     |
| 4  | Hun utca                               | 28 | 105, 210, 210B | Budapesti Állatkórház |
| 6  | Lehel utca / Róbert Károly körút       | 27 | 1, 1A 105, 210, 210B | Nyírő Gyula Kórház |
| 7  | Béke tér                               | 25 | 32, 105, 210, 210B | XIII. kerületi Polgármesteri Hivatal, Szegedi úti Rendelőintézet                                                                        |
| 9  | Frangepán utca                         | 23 | 105, 210, 210B | Illovszky Rudolf Stadion, OktOpus Multimedia Szakközépiskola                                                                            |
| 10 | Fiastyúk utca                          | 21 | 105, 210, 210B | Rákos-patak, Eötvös József Általános iskola                                                                                             |
| 11 | Rokolya utca                           | 20 | | |
| 12 | Gyöngyösi utca                         | 18 | 30, 30A, 230 | Csicsergő Tagóvoda, Nővér utcai Tanuszoda                                                                                               |
| 13 | Angyalföld vasútállomás                | 17 | 30, 30A, 120, 230 S72 Z72 S76 | Angyalföld vasútállomás |
| 15 | Angyalföld kocsiszín                   | 16 | 12 20E, 30, 30A, 230 | Angyalföld kocsiszín |
| 17 | Tél utca / Pozsonyi utca               | 15 | 12 20E, 25, 30, 30A, 120, 121, 230                                                                                                 | Újpest Helytörténeti Gyűjtemény, Újpesti Könyves Kálmán Gimnázium                                                                       |
| 19 | Újpest-központ M                       | 14 | 12 25, 30, 30A, 104, 104A, 120, 147, 170, 196, 196A, 204, 220, 230, 270 308, 309, 310, 313, 314, 315, 316, 317, 318, 319, 320, 321 | Metróállomás, Újpesti Áruház, IV. kerületi Polgármesteri Hivatal, Újpesti Piac, Újpesti Rendezvénytér, IV. Kerületi Rendőrkapitányság   |
| 20 | Szent István tér (Újpesti piac)        | 12 | 12 30, 30A, 147, 230 | Újpesti Piac, Újpesti Rendezvénytér, IV. kerületi Polgármesteri Hivatal                                                                 |
| 21 | Kiss Ernő utca                         | 10 | 12 220 | |
| 23 | Újpesti rendelőintézet                 | 9  | 12 20E, 96, 220 | Újpesti Szakrendelő, Újpesti Lepkemúzeum, BMSZC Újpesti Két Tanítási Nyelvű Műszaki Technikum, Kozma Lajos Faipari és Kreatív Technikum |
| 24 | Szülőotthon                            | 8  | 12 96 | |
| 25 | Rákospalota-Újpest vasútállomás        | 7  | 12 96, 121, 124, 225, 270, 296, 296A S70 G70 S71 G71                                                                               | Rákospalota-Újpest vasútállomás |
| 27 | Atlétikai stadion                      | 5  | 96, 121, 270, 296, 296A | Tarzan Park, UTE Keleti Ágnes Tornacsarnok, Szilágyi úti Multifunkciós Csarnok                                                          |
| 28 | Óceán-árok utca                        | 4  | 20E, 121, 126, 196, 296, 296A | Szilas park |
| 30 | Járműtelep utca                        | 3  | | Park Óvoda – Lakkozó Tagóvoda, Göllner Mária Regionális Waldorf Gimnázium és Alapfokú Művészeti Iskola                                  |
| 31 | Bőröndös utca                          | 2  | | Park Óvoda |
| 32 | Bőrfestő utca                          | 1  | | Újpesti Csokonai Vitéz Mihály Általános Iskola és Gimnázium                                                                             |
| 33 | Káposztásmegyer, Megyeri út végállomás | 0  | 30, 122E, 126, 296, 296A 2A (Dunakeszi helyi járat)                                                                                | Jégpalota – Vasas Jégcentrum |

## Megállóhelyek névváltozásai
| Mai név                          | Korábbi nevek                  | Korábbi nevek                  |
| Mai név                          | Káposztásmegyer felé           | Lehel tér felé                 |
| -------------------------------- | ------------------------------ | ------------------------------ |
| Lehel tér M                      | Élmunkás tér                   | Élmunkás tér                   |
| Lehel tér M                      | Lehel tér                      |                                |
| Lehel utca / Dózsa György út     | Dózsa György út                | Dózsa György út                |
| Lehel utca / Róbert Károly körút | Róbert Károly körút            | Róbert Károly körút            |
| Fiastyúk utca                    | Thalmänn utca                  | Thalmänn utca                  |
| Angyalföld kocsiszín             | Angyalföld forgalmi telep      | Angyalföld forgalmi telep      |
| Tél utca / Pozsonyi utca         | Nyár utca                      | Berda József utca              |
| Tél utca / Pozsonyi utca         | Tél utca                       |                                |
| Újpest-központ M                 | István tér                     | István tér                     |
| Újpest-központ M                 | Újpest-Központ                 |                                |
| Szent István tér (Újpesti piac)  | István tér                     | István tér                     |
| Szent István tér (Újpesti piac)  | Szent István tér               |                                |
| Újpesti rendelőintézet           | Szakorvosi rendelő             | Szakorvosi rendelő             |
| Szülőotthon                      | Szülőotthon                    | Szülészet                      |
| Szülőotthon                      | Závodszky Zoltán utca          |                                |
| Rákospalota-Újpest vasútállomás  | Rákospalota-Újpest MÁV-állomás | Rákospalota-Újpest MÁV-állomás |
| Óceán-árok utca                  | Káposztásmegyeri lakótelep     | Káposztásmegyeri lakótelep     |
| Óceán-árok utca                  | Káposztásmegyer, Szilas-patak  |                                |

## Képgaléria

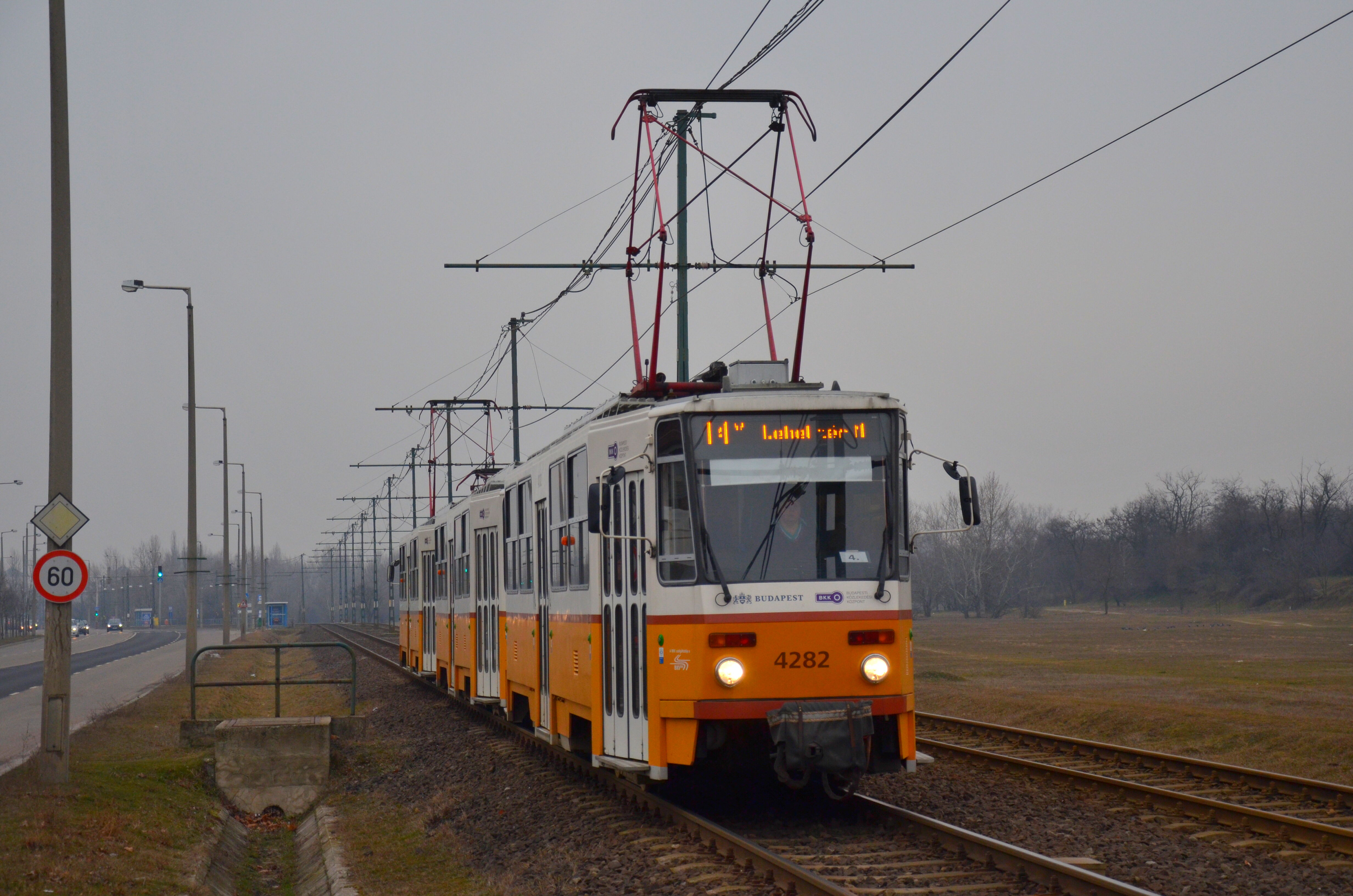
Óceán-árok utca
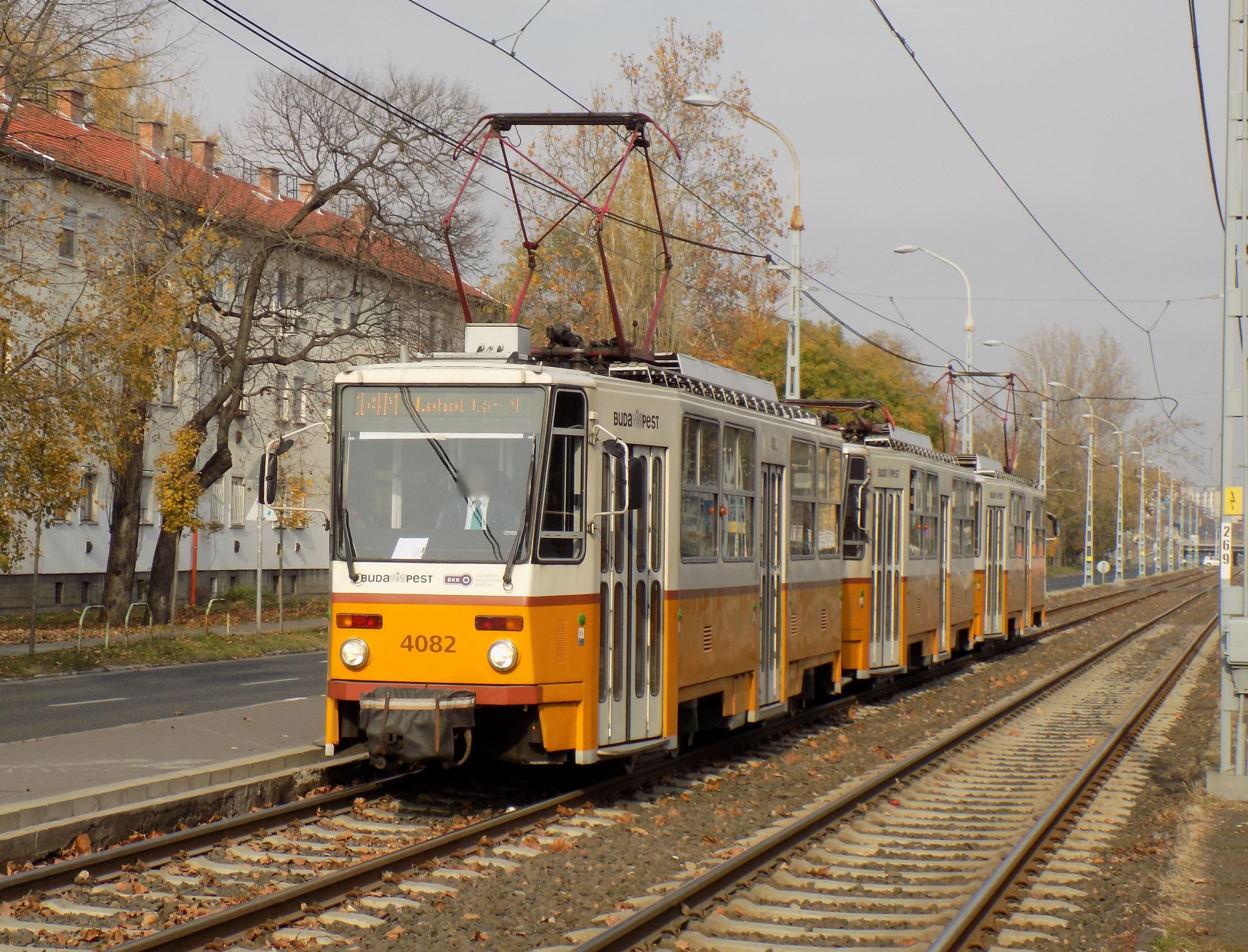
Rokolya utca
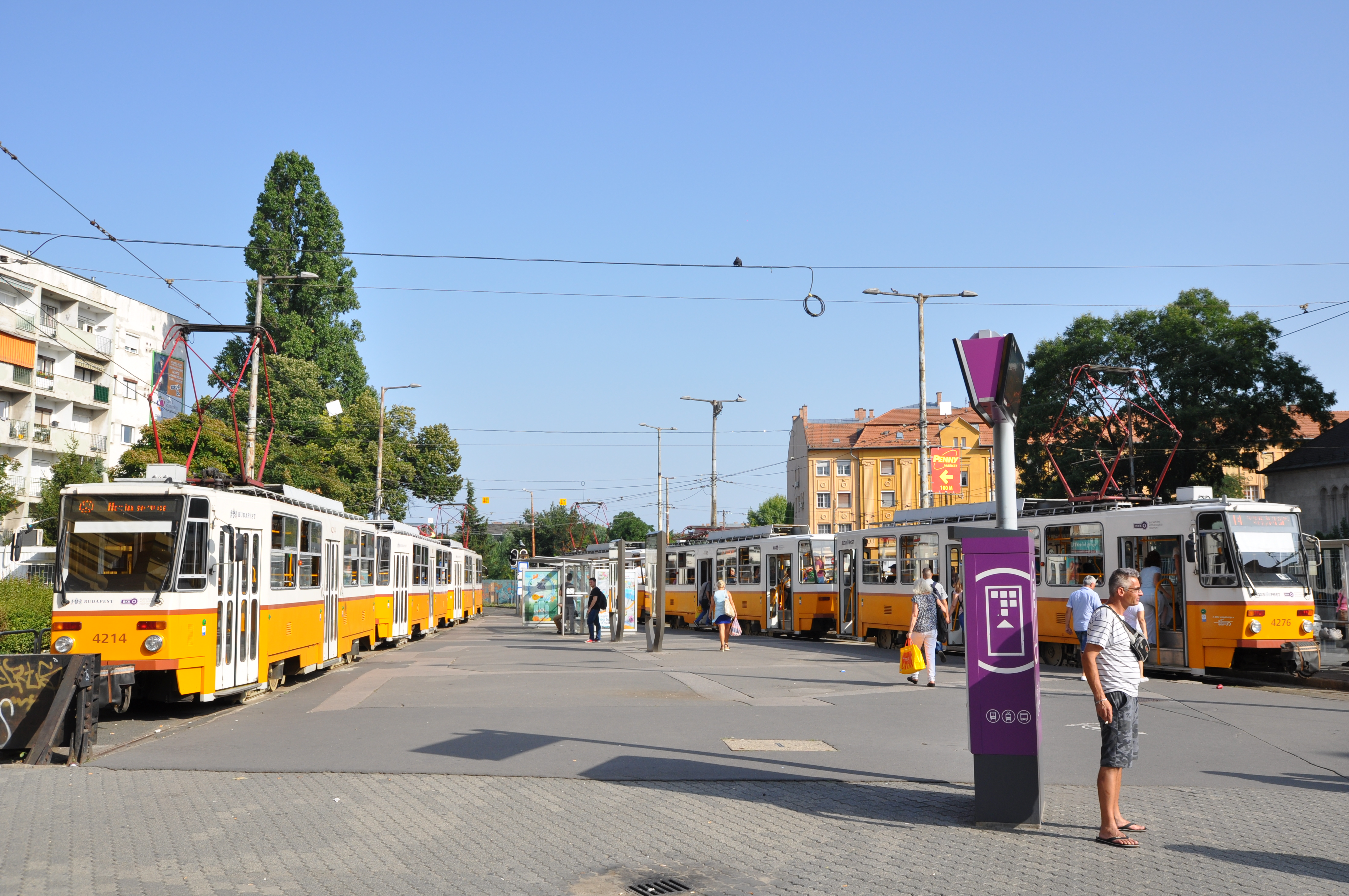
Lehel tér
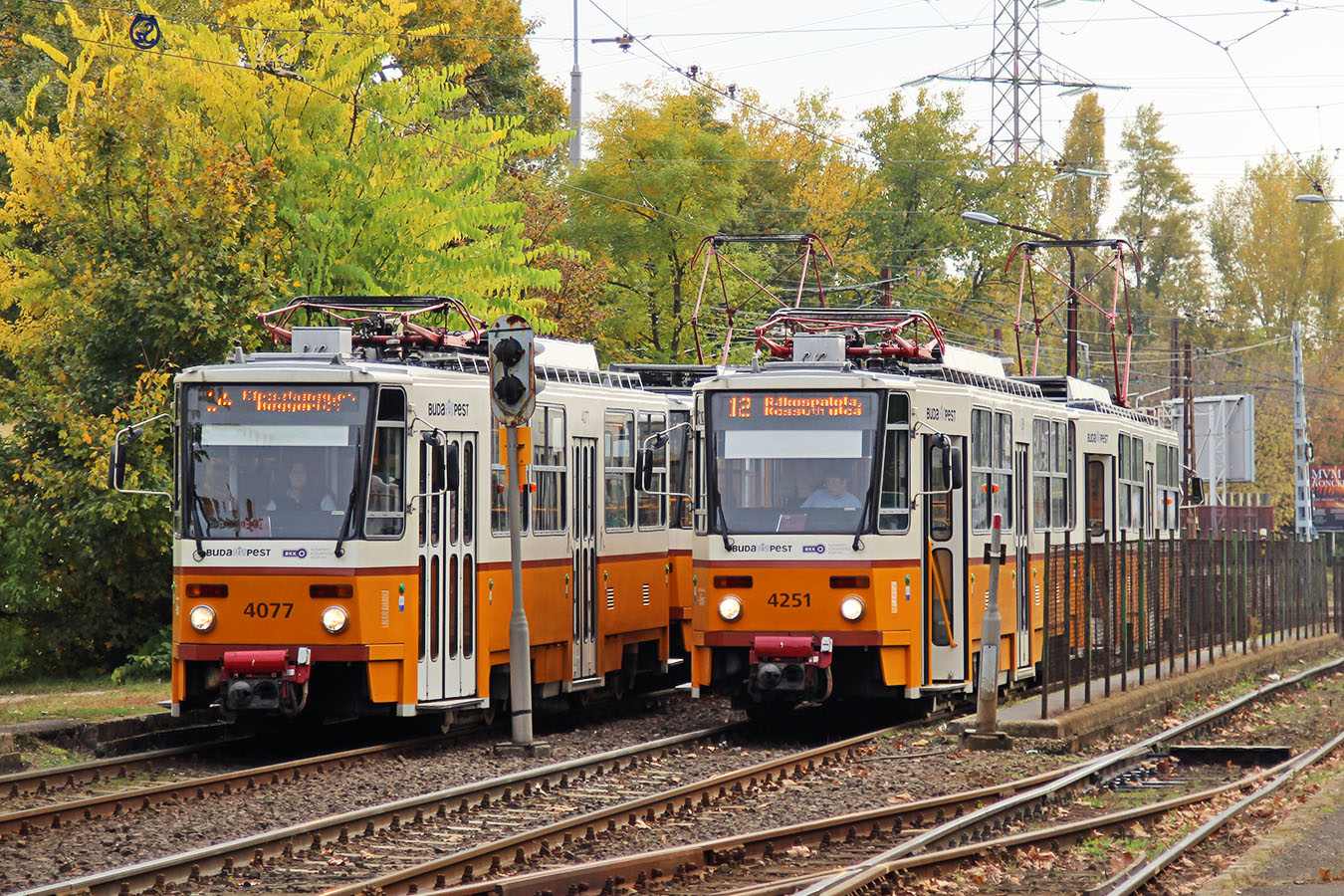
Angyalföld kocsiszín
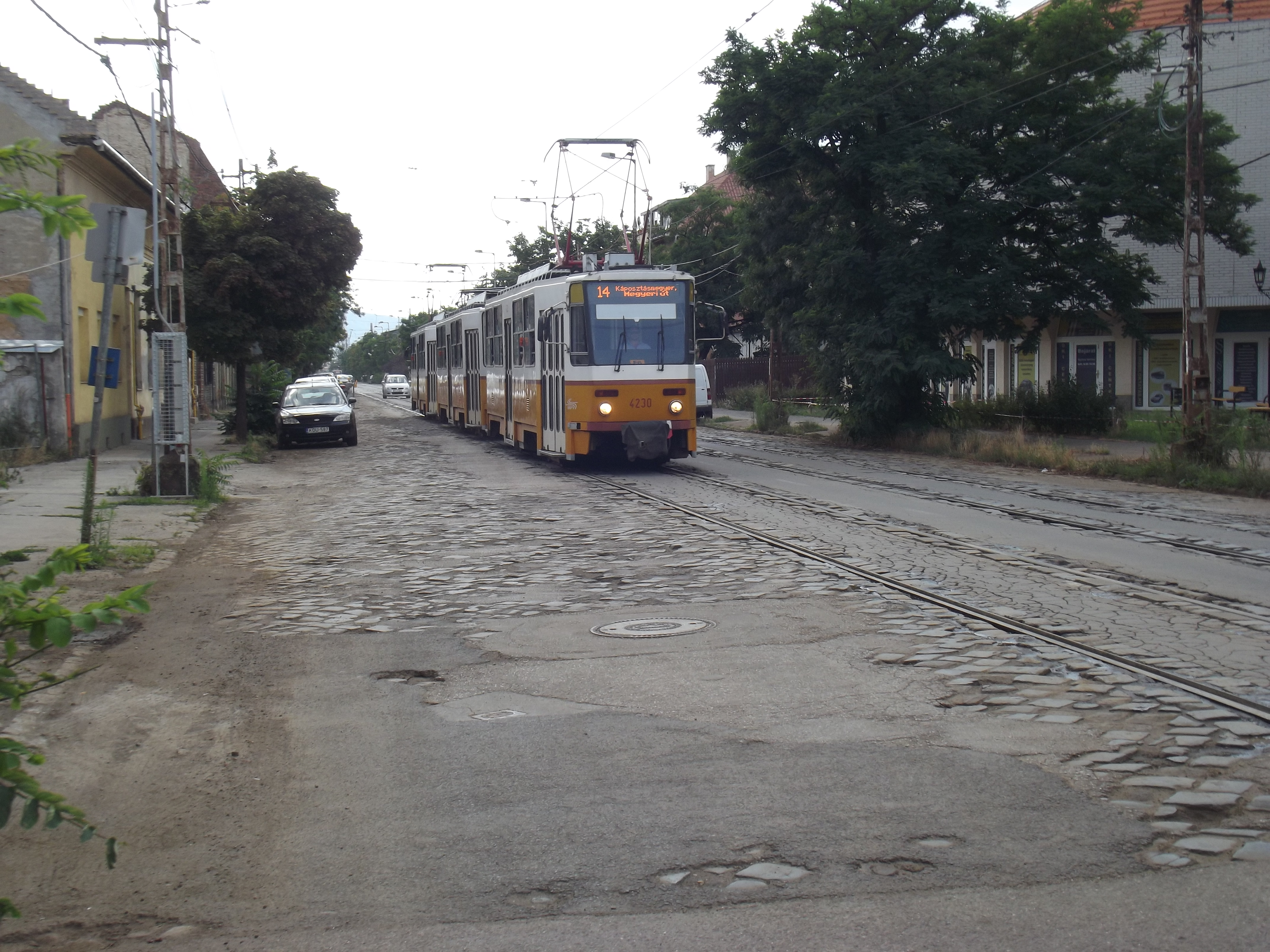
Görgey Artúr utca
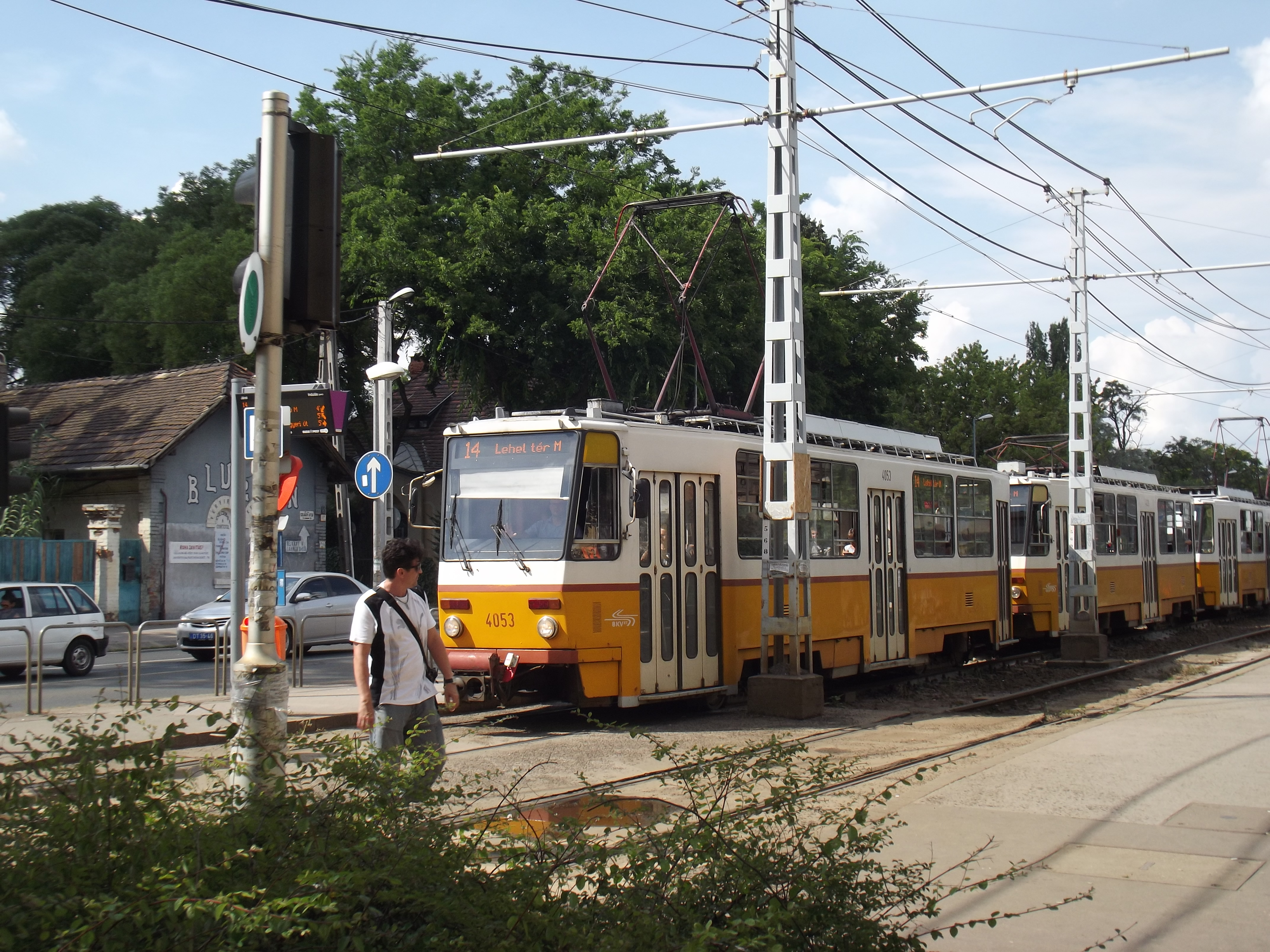
Rákospalota-Újpest vá.
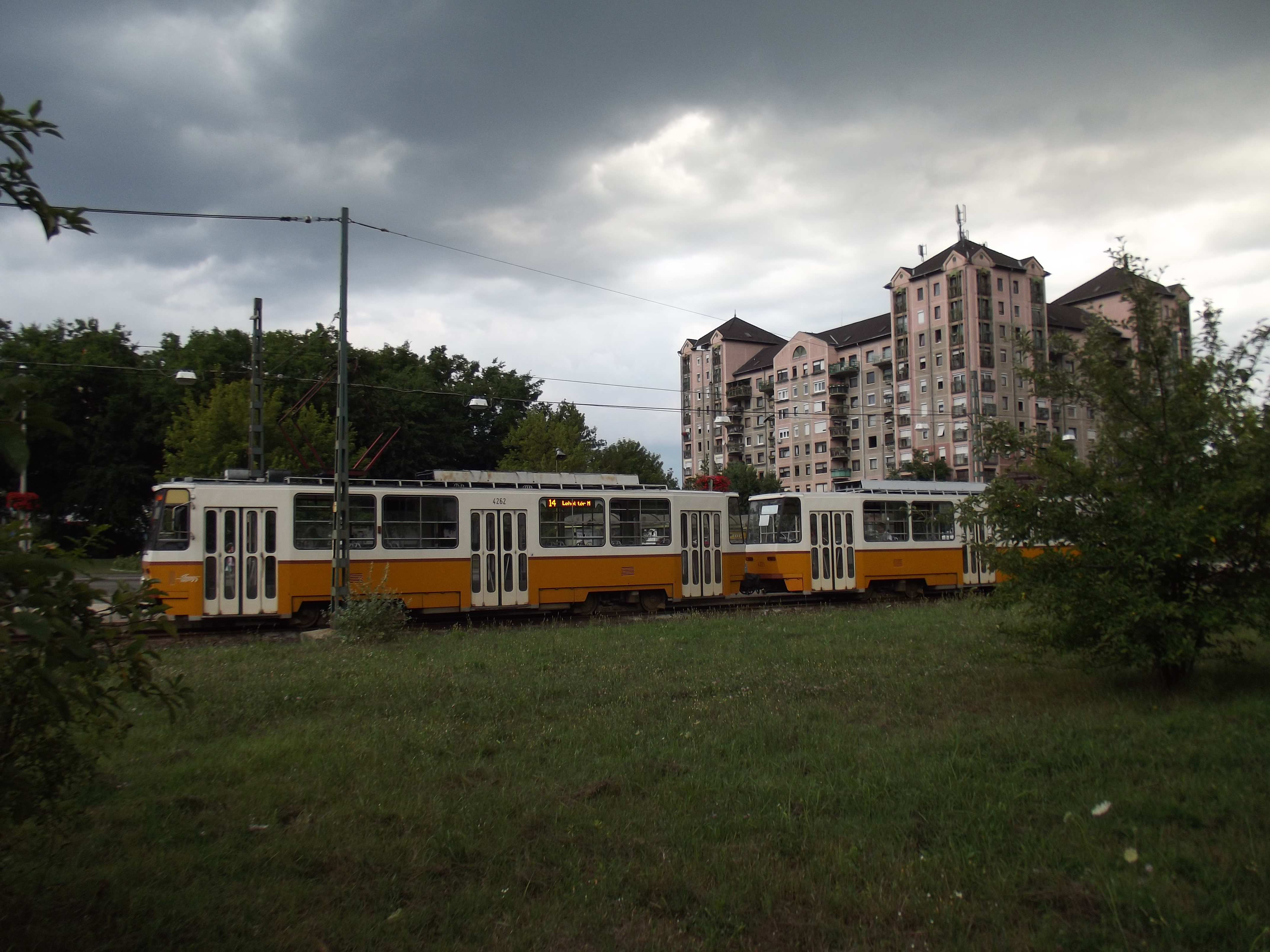
Káposztásmegyer
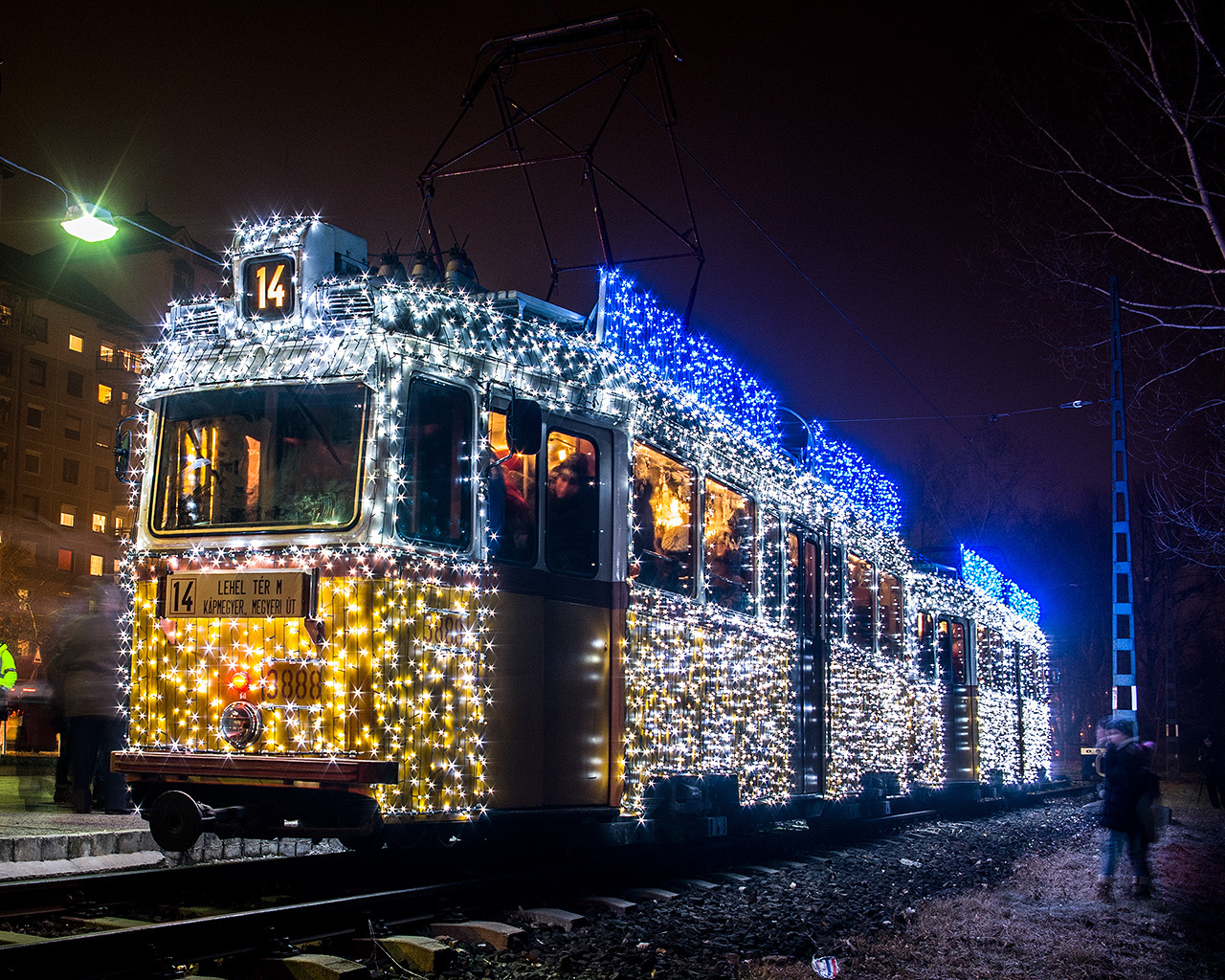
Fényvillamos